# Bombus diligens
Bombus diligens är ett bi som beskrevs 1861 av Smith. Arten ingår i släktet humlor och familjen långtungebin. Inga underarter finns listade.

## Utseende
Arten är svart med röd päls på de tre sista (hos honorna) respektive fyra sista (hos hanarna) tergiterna. Den svarta pälsen på huvudet har iblandade vita hår. Vingarna är mycket mörka, ibland med en violettaktig ton. Drottningarna är 18 till 23 mm långa, arbetarna 14 till 18 mm och hanarna 18 mm.

## Utbredning
Utbredningsområdet omfattar Mexiko (Distrito Federal, delstaterna Hidalgo, México, Sinaloa, Guerrero, Jalisco, Michoacán de Ocampo, Morelos, Nayarit, Oaxaca, Puebla, San Luis Potosi och Veracruz) samt Guatemala.

## Ekologi
Humlan lever i tropisk, städsegrön skog samt tall- och ekskogar på höjder mellan 1 000 och 2 500 m. Den flyger till många olika växter, som Donnellsmithia hintonii bland flockblommiga växter, batater bland vindeväxter, salviasläktet bland kransblommiga växter, Cuphea procumbens bland fackelblomsväxter och skattor inom potatisväxterna.

## Status och hot
Populationen minskar, och Internationella naturvårdsunionen (IUCN) har därför klassificerat arten som nära hotad (NT). Främsta hoten är habitatförlust till följd av intensifierat jordbruk, brist på lämpliga biotoper för bobyggnad och ett ökat bruk av bekämpningsmedel. Bruket att importera främmande humlor som Bombus impatiens i pollineringssyfte är också ett problem, inte minst då de främmande humlorna kan sprida sjukdomar som denna humla inte har någon immunitet mot.